# TCG Sultanhisar (1940)
«Султанхісар» (англ. TCG Sultanhisar (1940) — військовий корабель, ескадрений міноносець типу «Демірхісар» Військово-морських сил Туреччини.
Ескадрений міноносець «Султанхісар» був замовлений Туреччиною в британському адміралтействі, як один з есмінців типу «I», які в цей час мали надійти на озброєння Королівського флоту Великої Британії. 21 березня 1939 року на верфі компанії William Denny and Brothers у Дамбартоні відбулася закладка судна. 17 грудня 1940 року він був спущений на воду, а 28 червня 1941 року будівництво корабля було завершене. У 1942 році есмінець був переведений до Туреччини, де незабаром увійшов до складу ВМС країни. «Султанхісар» проходив службу у складі турецьких ВМС у роки Другої світової війни та післявоєнний час до 1960 року.